# Ataq
Ataq és una ciutat del Iemen, capital de la governació de Shabwa. Està situada a uns 450 km al sud-est de Sana, capital de l'estat a la que està unida per carretera que passa per Marib, Harib i Beihan entre d'altres, i segueix després cap a la regió i governació d'Abyan i cap a la regió i governació de l'Hadramaut. Es troba a 1067 metres d'altura i té una població d'uns set mil habitants.
Ataq és una ciutat moderna. El lloc més interessant és el museu, creat el 1984, amb una notable col·lecció de les troballes arqueològiques de la regió, singularment de les ruïnes de Shabwa i de Timna. La ciutat disposa d'hospital, quarter de policia, seu del govern i un aeroport situat al costat de la ciutat a la part nord. La construcció més original és el palau o casa de Dheiban, edifici de rajoles cuites de fa 200 anys, de sis pisos de 40 x 40 metres, on els dos darrers pisos estan construïts a manera de piràmide.
Prop d'Ataq hi ha la vila d'Hamar (16 km), amb nombroses edificacions de rajola cuita en l'estil tradicional. L'antiga resclosa de Kureif Habban mesura 150 metres de llarg i 100 metres d'ample, amb un túnel excavat a la roca de 30 metres de llarg i 3 metres d'ample.